# Championnat d'Albanie de football 2022-2023
Navigation
Édition précédente Édition suivante
La saison 2022-2023 de Kategoria Superiore (ou Super Ligue Albanaise) est la 84e édition du championnat d'Albanie de football et la 23e saison sous son nom actuel. Les dix meilleurs clubs du pays sont regroupés au sein d'une poule unique où ils affrontent quatre fois leurs adversaires pour un total de 36 matchs.
En fin de saison, les deux derniers du classement sont relégués et remplacés par les deux meilleurs clubs de Kategoria e parë, la deuxième division albanaise. Le huitième dispute les barrages pour tenter de se maintenir.
Le KF Tirana est le tenant du titre.

## Participants
| \| Rrogozhinë Kukës Laç Partizani Erzeni Shijak Teuta KF Tirana Kastrioti Shkodër Bylis Ballsh \| Localisation des clubs engagés dans le championnat. |
| Rrogozhinë Kukës Laç Partizani Erzeni Shijak Teuta KF Tirana Kastrioti Shkodër Bylis Ballsh                                                           |

| Equipe                | Classement 2021-2022 | Stade                 | Capacité |
| --------------------- | -------------------- | --------------------- | -------- |
| KF Tirana             | 1er                  | Stade Selman-Stërmasi | 9 600    |
| KF Laç                | 2e                   | Stadiumi Laçi         | 11 000   |
| FK Partizani Tirana   | 3e                   | Stade Qemal-Stafa     | 16 700   |
| FK Kukës              | 4e                   | Zeqir Ymeri Stadium   | 5 000    |
| KF Vllaznia Shkodër   | 5e                   | Stade Loro-Boriçi     | 29 212   |
| KF Teuta Durrës       | 6e                   | Stade Niko Dovana     | 13 000   |
| KS Kastrioti Krujë    | 7e                   | Stade de Kamza        | 5 500    |
| KF Egnatia Rrogozhinë | 8e                   | Arena Egnatia         | 4 000    |
| KS Bylis Ballsh       | 1er (D2)             | Adush Muça Stadium    | 5 200    |
| KF Erzeni Shijak      | 2e (D2)              | Stade Niko Dovana     | 13 000   |

- KF Erzeni Shijak joue ses matchs à domicile à Durrës, son stade n'étant pas homologué pour les matchs de première division.
- KS Kastrioti Krujë joue ses matchs à domicile à Kamza, son stade n'étant pas homologué pour les matchs de première division.

## Championnat

### Classement
Le classement est établi sur le barème de points classique (victoire à 3 points, match nul à 1, défaite à 0). Pour départager les égalités, on tient d'abord compte des confrontations directes, puis de la différence de buts générale, puis du nombre de buts marqués, puis  et enfin si la qualification ou la relégation est en jeu, les deux équipes jouent une rencontre d'appui sur terrain neutre.
| Rang | Équipe                  | Pts | J  | G  | N  | P  | Bp | Bc | Diff |
| ---- | ----------------------- | --- | -- | -- | -- | -- | -- | -- | ---- |
| 1    | FK Partizani Tirana     | 67  | 36 | 20 | 7  | 9  | 56 | 37 | +19  |
| 2    | KF Tirana T             | 67  | 36 | 20 | 7  | 9  | 56 | 33 | +23  |
| 3    | KF Egnatia Rrogozhinë C | 52  | 36 | 14 | 10 | 12 | 46 | 32 | +14  |
| 4    | KF Vllaznia Shkodër     | 50  | 36 | 13 | 11 | 12 | 39 | 37 | +2   |
| 5    | KF Laç                  | 48  | 36 | 14 | 6  | 16 | 45 | 46 | -1   |
| 6    | KF Teuta Durrës         | 48  | 36 | 12 | 12 | 12 | 33 | 40 | -7   |
| 7    | FK Kukës                | 45  | 36 | 12 | 9  | 15 | 31 | 35 | -4   |
| 8    | KF Erzeni Shijak P      | 40  | 36 | 8  | 16 | 21 | 36 | 48 | -12  |
| 9    | KS Bylis Ballsh P       | 38  | 36 | 9  | 11 | 16 | 31 | 42 | -11  |
| 10   | KS Kastrioti Krujë      | 35  | 36 | 8  | 11 | 17 | 26 | 49 | -23  |

Ligue des champions 2023-2024
- 1er : 1er tour de qualification

Ligue Europa Conférence 2023-2024
- 2e, C et 4e : 1er tour de qualification

Relégation en deuxième division
- 8e : barrages de relégation
- 9e et 10e : relégation

Abréviations
1. ↑  Le FK Partizani Tirana est devant le KF Tirana en vertu des points en confrontations directes.
2. ↑  Le KF Laç est devant le KF Teuta Durrës en vertu des points en confrontations directes.

### Résultats
| Résultats (▼dom., ►ext.)                                   | BYL | EGN | ERZ | KAS | KUS | LAC | PAR | TEU | TIR | VLL |
| KS Bylis Balls                                             |     | 0-0 | 4-1 | 2-0 | 0-0 | 0-1 | 0-1 | 0-0 | 0-1 | 1-0 |
| KF Egnatia Rrogozhinë                                      | 0-1 |     | 1-1 | 0-0 | 1-2 | 2-0 | 3-0 | 1-2 | 0-2 | 3-0 |
| KF Erzeni Shijak                                           | 1-1 | 0-0 |     | 1-1 | 0-2 | 1-0 | 3-3 | 0-0 | 0-2 | 1-0 |
| KS Kastrioti Krujë                                         | 3-0 | 2-3 | 0-0 |     | 1-1 | 0-1 | 1-1 | 2-1 | 0-0 | 1-0 |
| FK Kukës                                                   | 2-0 | 0-1 | 0-2 | 1-2 |     | 1-0 | 1-2 | 0-1 | 1-1 | 0-1 |
| KF Laç                                                     | 0-1 | 0-1 | 1-0 | 4-1 | 0-1 |     | 1-0 | 3-1 | 1-2 | 1-1 |
| FK Partizani Tirana                                        | 2-1 | 2-1 | 0-1 | 0-0 | 2-1 | 1-0 |     | 0-2 | 0-2 | 1-2 |
| KF Teuta Durrës                                            | 1-1 | 1-1 | 1-2 | 2-0 | 0-0 | 0-1 | 1-4 |     | 1-0 | 0-0 |
| KF Tirana                                                  | 4-1 | 1-0 | 0-1 | 4-0 | 4-1 | 3-3 | 0-1 | 4-0 |     | 1-2 |
| KF Vllaznia Shkodër                                        | 2-1 | 0-1 | 2-2 | 1-0 | 2-1 | 4-1 | 1-2 | 4-0 | 0-0 |     |
| - Victoire à domicile - Match nul - Victoire à l'extérieur |     |     |     |     |     |     |     |     |     |     |

| Résultats (▼dom., ►ext.)                                   | BYL | EGN | ERZ | KAS | KUS | LAC | PAR | TEU | TIR | VLL |
| KS Bylis Balls                                             |     | 2-3 | 1-1 | 1-0 | 1-1 | 0-2 | 0-1 | 2-2 | 1-1 | 1-2 |
| KF Egnatia Rrogozhinë                                      | 2-0 |     | 3-2 | 4-1 | 0-1 | 1-1 | 1-1 | 1-1 | 1-2 | 0-0 |
| KF Erzeni Shijak                                           | 1-2 | 2-1 |     | 0-0 | 1-1 | 1-1 | 1-2 | 1-1 | 1-2 | 3-2 |
| KS Kastrioti Krujë                                         | 0-2 | 1-0 | 2-2 |     | 1-0 | 2-1 | 1-4 | 0-0 | 0-1 | 2-2 |
| FK Kukës                                                   | 2-0 | 0-3 | 0-0 | 1-0 |     | 3-0 | 1-0 | 0-0 | 2-0 | 0-0 |
| KF Laç                                                     | 0-1 | 0-1 | 1-1 | 3-0 | 1-2 |     | 3-2 | 4-3 | 1-3 | 2-0 |
| FK Partizani Tirana                                        | 2-1 | 1-1 | 3-0 | 4-1 | 3-1 | 1-2 |     | 2-0 | 2-0 | 2-1 |
| KF Teuta Durrës                                            | 1-0 | 1-0 | 2-0 | 1-0 | 1-0 | 1-2 | 0-2 |     | 2-1 | 1-1 |
| KF Tirana                                                  | 2-2 | 2-1 | 3-1 | 1-0 | 2-1 | 3-2 | 1-1 | 0-2 |     | 0-1 |
| KF Vllaznia Shkodër                                        | 0-0 | 0-4 | 3-1 | 0-1 | 2-0 | 1-1 | 1-1 | 1-0 | 0-1 |     |
| - Victoire à domicile - Match nul - Victoire à l'extérieur |     |     |     |     |     |     |     |     |     |     |

### Barrage de promotion-relégation
À la fin de la saison, le 8e de première division affronte le vainqueur des barrages de deuxième division pour tenter de se maintenir.
| Équipe 1              | Résultat | Équipe 2             |
| --------------------- | -------- | -------------------- |
| KF Erzeni Shijak (D1) | 2 - 1    | (D2) Korabi Peshkopi |

Légende des couleurs
- Le club se maintient en première division.
- Le club reste en deuxième division.

## Bilan de la saison
| Championnat d'Albanie de football 2022-2023                        |                                 |
| Champion                                                           | FK Partizani Tirana (17e titre) |
| Coupes et trophées                                                 |                                 |
| Vainqueur de la Coupe d'Albanie 2022-2023                          | KF Egnatia Rrogozhinë           |
| Qualifications continentales                                       |                                 |
| Ligue des champions 2023-2024                                      | FK Partizani Tirana             |
| Ligue Europa Conférence 2023-2024                                  | KF Tirana                       |
| Ligue Europa Conférence 2023-2024                                  | KF Egnatia Rrogozhinë           |
| Ligue Europa Conférence 2023-2024                                  | KF Vllaznia Shkodër             |
| Promotions et relégations                                          |                                 |
| Promus en Championnat d'Albanie de football                        | KF Skënderbeu Korçë             |
| Promus en Championnat d'Albanie de football                        | FK Dinamo Tirana                |
| Relégués en Championnat d'Albanie de football de deuxième division | KS Bylis Ballsh                 |
| Relégués en Championnat d'Albanie de football de deuxième division | KS Kastrioti Krujë              |